# Харченко Марія Федорівна
Ха́рченко Марі́я Фе́дорівна (14 квітня 1924, Нова Буда, УРСР — 31 грудня 2016, Ужгород, Україна) — українська співачка, акторка театру. Народна артистка України.

## Біографія
Марія Харченко народилася 14 квітня 1924 року в селі Нова Буда Корсунь-Шевченківського району Київської області у багатодітній сім'ї хліборобів. У 1933 родина переїздить до Запоріжжя. Тут, після закінчення восьмирічної школи, Марія вступає до музичного училища. З початком Німецько-радянської війни змушена покинути навчання і йти працювати.
У 1943 році, після звільнення Запоріжжя від німецької окупації, Марію Харченко запрошено до трупи Запорізького обласного державного українського музично-драматичного театру імені Щорса. Тут артистка працювала до 1947 року. У 1947—1948 роках — в Театрі оперети П'ятигорська.
1949 року колектив Запорізького музично-драматичного театру під керівництвом Володимира Магара направлено до Ужгорода, разом з ним переїздить і Марія Федорівна. Тут стає артисткою Закарпатського обласного державного українського музично-драматичного театру та пов'язує з цим театром свою подальшу професійну діяльність. У 1954 закінчує навчання в Ужгородському музичному училищі.
У 1959 Марію Харченко було обрано депутатом Ужгородської міської ради.
Артистка була членом Національної спілки театральних діячів України. 1964 року отримала звання Заслуженої артистки УРСР, а 1981 — Народної артистки УРСР. Її мистецькі досягнення відзначені численними державними нагородами та преміями.
В останні роки свого життя Марія Харченко працювала консультантом Закарпатського обласного державного українського музично-драматичного театру.

## Творчість
За роки своєї творчої діяльності Марія Харченко зіграла у спектаклях понад сімдесят головних ролей. Серед них, зокрема:
- «Наталка Полтавка», Іван Котляревський — Наталка
- «Наталка Полтавка», Іван Котляревський — Терпелиха
- «Маруся Богуславка», Михайло Старицький — Маруся
- «Циганка Аза», Михайло Старицький — Аза
- «Матінка Кураж і її діти», Бертольт Брехт — Матінка Кураж
- «Мати-наймичка», Тарас Шевченко — Ганна
- «Запорожець за Дунаєм», Семен Гулак-Артемовський — Оксана
- «Запорожець за Дунаєм», Семен Гулак-Артемовський — Одарка
- «По-модньому», Михайло Старицький — Дзвонська
- «Шельменко», Григорій Квітка-Основ'яненко — Фена Степанівна
- «Нащадки запорожців», Олександр Довженко — Уляна
- «Маруся Чурай», Ліна Костенко — Бобренчиха
- «Одруження», Микола Гоголь — Фекла Іванівна
- «Тигриця і гієна», Шандор Петефі — Преслава
- «Суд матері», Іван Рачада — мати

## Нагороди та відзнаки
- Орден «Знак Пошани» (1960)
- Заслужена артистка Української РСР (1964)
- Орден Трудового Червоного Прапора (1971)
- Народна артистка Української РСР (1981)
- Почесна грамота Міністерства культури України
- Почесна грамота Закарпатської ОДА